# Dewang (ort i Kina)
Dewang är en ort i Kina. Den ligger i provinsen Guizhou, i den sydvästra delen av landet, omkring 230 kilometer nordost om provinshuvudstaden Guiyang. Antalet invånare är 471.